# José Luis Rubio
José Luis Rubio Camargo  (Guasave, 17 de outubro de 1996) é um jogador de vôlei de praia mexicano, medalhista de prata no Campeonato Mundial Sub-21 de 2016 na Suíça.

## Carreira
Em 2014 formou dupla com Josué Gaxiola para competir no Campeonato Mundial de Vôlei de Praia Sub-19, edição realizada em Porto, mas finalizaram na décima sétima posição; no ano de 2015 terminaram em nono lugar na etapa canadense, na sétima posição em La Paz (Baja California Sur),  quarto lugar na etapa de Guaymas, terceiro posto na etapa dominicana e vice-campeonato na etapa da Guatemala do Circuito NORCECA.
Em 2016 marca sua estreia com seu parceiro no Circuito Mundial terminaram na vigésima quinta posição no Aberto de Puerto Vallarta e disputaram a edição do Campeonato Mundial de Vôlei de Praia Sub-21 de 2016 em Lucerna e conquistaram a medalha de prata.
Juntos terminaram na terceira posição em La Paz (Baja California Sur) e oitavo lugar na etapa jamaicana pelo Circuito NORCECA de 2017.No ano seguinte foram vice-campeões em Punta Cana e campeões em Boca Chica.Já no Circuito NORCECA de 2019 foram vice-campeões em Punta Cana e campeões na etapa de Bonaire, além do sexto lugar no Campeonato NORCECA sediado em Boca Chica.
Ao lado de Josué Gaxiola disputou o circuito mundial, e terminou na décima sétima posição no torneio quatro estrelas de Chetumal; já em 2020, na mesma competição, foram vice-campeões no torneio quatro estrelas de Doha.No ano de 2021, terminaram no torneio quatro estrelas de Katara na décima sétima posição, vigésimo quinto lugar no I evento de Cancún, décimo sétimo posto no II evento e nono lugar no III. Obtiveram a qualificação para os Jogos Olímpicos de Verão de 2020, após conquistar o título da etapa na NORCECA Final Continental Cup realizado Colima

## Títulos e resultados
- Torneio 4* de Doha do Circuito Mundial de Vôlei de Praia:2020